# Sašina ekipa
Brigada (ruski: Бригада), u Hrvatskoj poznata pod imenom Sašina ekipa,    je ruska dramska mini-serija koja se počela prikazivati 2002. Ubrzo po početku emitiranja, serija je dobila odlične osvrte kritičara a gledateljstvu je postala omiljena. Mini-serija pripovijeda priču o četiri najbolja prijatelja od 1989. do 2000., koncentrirajući se pritom ponajviše na vođu skupine, Sašu Bjelova, kojeg glumi Sergej Bezrukov. Scenarij 15-dijelne mini-serije napisali su Igor Porubljov i Aleksej Sidorov a režirao ju je sam Aleksej Sidorov.

## Radnja
Saša Bjelov se upravo vratio iz vojske u svoj rodni grad (Moskvu). Po dolasku ga pozdravljaju i dočekuju njegova tri najbolja prijatelja: Kozmos, Pčela i Fil. Otišavši na služenje vojnog roka, Saša je ostavio svoju dotadašnju djevojku u Moskvi, a po povratku doznaje kako je ona sada sa svodnikom/gangsterom Muhom - vođom bande, dobro poznatom čak i Kozmosu i Pčeli. Dolazi do guranja i trzavica, pa Saša zahtijeva 1-na-1 borbu s Muhom. Bjelov dobiva borbu i zauvijek prekida vezu s dotadašnjom djevojkom.
Filu kasnije dijagnosticiraju Alzheimerovu bolest te mu se preporučuje prestati baviti se boksom; liječnik je, međutim, sām uključen u jedan boksački ring moskovskog podzemlja pa mu savjetuje da ode tamo i zaradi nešto novca dok još može. Članovi Brigade (Saša, Fil, Pčela, Kozmos) se upućuju tamo te sreću Muhu. Dolazi do svađe, vike i nasilja, u kojemu je Muha ubijen (kasnije doznajemo kako ga je ubio Kozmos).
Sve do ovog trenutka Saša nije imao kriminalnih primisli, sve što je htio bilo je otići na sveučilište i voditi normalan život, što se pak potpuno kosilo s Kozmosovim prijedlozima o uključenju u kriminalni milje.
Sljedeće jutro u Sašinom stanu pojavljuje se detektiv koji Muhino ubojstvo želi prišiti njemu. Prisiljen je skrivati se, te mu njegovi prijatelji pomažu u skrivanju dok ne riješe novonastalu situaciju (Muha je bio rođak detektiva koji će postati uzrok korjenite promjene Saše Bjelova). Saša potom upoznaje predivnu Olju, pristojnu djevojku iz dobre obitelji; započinju ljubavnu vezu, no ona ubrzo uviđa kako je za njim organizirana opća potjera te bježi od njega (kasnije će se oženiti i imati dijete). Neposredno poslije toga u skrovište provaljuje policija i Saša biva ranjen; krvareći, kune se kako nikad neće napustiti, ne poštovati ili posumnjati u svoje prijatelje, pa čak ni po cijenu života. Kozmosov otac pomaže Saši izbjeći zatvor ali je Saša zato prisiljen tijekom godine i pol izbivati iz Moskve.
Nakon toga ekipa počinje s kriminalnom karijerom.
U sljedećim nastavcima pratimo kako zaživljuju Brigadine kriminalne aktivnosti i evoluiraju od sitnih prijevara trgovaca, preko novoosnovanih tvrtki do preprodaje droge i prodaje oružja Čečenima. Tijekom cijelog tog vremena detektiv (onaj s kojim je sve počelo) mijenja strane - od strane zakona do strane lopovā, pa od lopovā do Saše itd.
Za vrijeme zajedničke prodaje oružja između detektiva i Saše dolazi do nezgode te njihov posao otkrivaju ruske specijalne jedinice. Detektiv preživi ali odluči nestati na neko vrijeme.
U međuvremenu se Sašino carstvo širi a Fil pada u komu nakon što ga pokušaju ubiti. Svi postaju pomalo puni sebe i moći koju su stekli te počinju, i kao skupina i kao pojedinci, propadati.
Godine prolaze i Saša se odluči uključiti u rusku politiku. Natječe se za mjesto zastupnika u ruskoj Dumi protiv nedavno preporođenog detektiva željnog osvete, koji s nijm dijeli slična gledišta. Pomoću više prljavih trikova i dobro planiranog reklamiranja i lobiranja, Saša tijesno pobjeđuje. Detektiv šalje pritajenog agenta, kojeg je već puno prije uvukao u Sašinu organizaciju, da ubije Kozmosa, Pčelu i komatoznog Fila. Saša sav bijesan želi osvetu; njegov savjetnik za vladu, lopovi i svi ostali ga ipak traže da se strpi dok se ne nađu krivci. Na velikome pogrebu Saša odglumi vlastitu smrt i potom skriva ženu i dijete u SAD. Nedugo potom ubija sve odgovorne za smrt njegovih prijatelja i serija završava.

## Vanjske poveznice
- Sašina ekipa u internetskoj bazi filmova IMDb-a
- Sašina ekipa na stranici RTR-a  Arhivirana inačica izvorne stranice od 25. veljače 2007. (Wayback Machine) (engleski)